# Dona Dumitru Siminică
Dona Dumitru Siminică (n. 13 septembrie 1926, Târgoviște, Dâmbovița, România – d. 27 noiembrie 1979, București, România) a fost un solist vocal român, de etnie romă. Este descendent dintr-o mare familie de instrumentiști de muzică lăutărească, el fiind acela care a impus numele familiei pe scene, atât pe plan național cât și internațional, în bună parte datorită legăturilor cu muzica ale rudelor sale.

## Biografie
S-a născut la data de 13 septembrie 1926  în Teiș, lângă Târgoviște, fiind fiul violonistului Nicolae Siminică. În anii 1940 a venit cu familia în București să lucreze pe șantiere. Talentul lui Siminică era înnăscut. Își începuse cântările încă de la vârsta de 8 ani, când colinda casele celor bogați.  
În 1933 s-a mutat cu familia la București și în această perioadă a început să învețe în paralel zidăritul, dar și să cânte la vioară de la tatăl său. În 1946 a urmat doi ani de școală de constructori, meseria sa de bază fiind cea de zidar până la jumătatea anilor `50. S-a căsătorit la 18 ani cu Oița și au avut doi copii – Nelu și Trandafir. În 1950 a ajuns șef de șantier.
În 1952 a organizat un taraf și a început să cânte prin localurile bucureștene din Piața Amzei și Piața Sf. Gheorghe. În 1958 a debutat discografic la Electrecord cu piesele „Lelea cu coadele lungi” și „A bre nane, a bre dade”, cu acompaniamentul orchestrei lui Radu Voinescu. În anul 1960, a renunțat să mai lucreze pe șantiere fiindcă era plecat tot mai des pe la nunți si cântări. Între anii 1959-1971 a făcut numeroase înregistrări, transpuse pe discuri de patefon și vinil, cu orchestrele Aurel Gore, Nicolae Băluță, Ion Mărgean și Gheorghe Trandafir. În 1979 a lansat ultimul disc al său, cu taraful lui Nicolae Stan, un vinil cu 10 piese intitulat „Inel, inel de aur”.
A colaborat cu alți artiști ai vremii, precum Maria Tănase, Fărâmiță Lambru sau Gabi Luncă. A fost primul cântăreț care a înregistrat pentru prima dată muzica lăutărească în limba romani.

## Decesul
Pe 27 noiembrie 1979 artistul a fost găsit mort în apartamentul său din Calea Griviței, din București. După ce a cântat o noapte la o nuntă, inima sa a încetat să mai bată. S-a stins din viață la vârsta de 53 de ani, în urma unui infarct. A fost înmormântat în Cimitirul Herăstrău, din București. Nu s-au păstrat articole, cărți sau interviuri cu Dona Dumitru Siminică. 